# Bei der Nikolaikirche
Bei der St. Nicolaikirche ist eine Straße nördlich des Stadtzentrum von Lüneburg.

## Lage
Die Straße Bei der St. Nicolaikirche beginnt an der Baumstraße und verläuft in südöstlicher Richtung bis zur Lüner Straße, keine Straße kreuzt oder geht von der Straße ab. Die Länge der Straße beträgt etwa 120 Meter. Die Nummerierung der Häuser beginnt mit der Hausnummer 1 im Nordwesten der Straße und geht bis zur Hausnummer 3 im Südosten. Die Nummer 4, die Kirche, befindet sich südlich der Straße. Die Straße ist für Autos gesperrt. Die Kirche liegt auf einem dreieckigen Grundstück zwischen Lüner Straße und der Straße Bei der St. Nicolaikirche.

## Geschichte
Möglicherweise ist der Weg als kürzeste Strecke zwischen Hafenviertel und dem Bardowicker Tor angelegt worden. Das Bardowicker Tor entstand vor dem Jahr 1274. Um der Kirche befand sich seit 1409 ein Friedhof der bis 1815 belegt wurde.

## Baudenkmale
| Lage                                                    | Bezeichnung | Beschreibung | ID       | Bild           |
| ------------------------------------------------------- | ----------- | --- | -------- | -------------- |
| Bei der St. Nikolaikirche 1 53° 15′ 8″ N, 10° 24′ 35″ O | Wohnhaus    | Das giebelständige Wohnhaus hat zwei Geschosse und ein Satteldach. Es steht am Platz zur Bardowicker Straße. Der Bau des Hauses geht bis in das 15. Jh. zurück. Ab dem 17. Jh. bis 1901 wurde das Haus von der Kirche genutzt. Zum Haus gehört eine Werkstatt mit der ID 30648614 | 30667664 |                |
| Bei der St. Nikolaikirche 2 53° 15′ 7″ N, 10° 24′ 36″ O | Wohnhaus    | Das Haus steht mit dem Westgiebel neben dem Haus Nummer 1 zum Platz an der Bardowicker Straße, zur Straße Bei der St. Nicolaikirche ist es traufständig. Es ist ein zweigeschossiges Haus mit zehn Achsen und einen fünf Achsen breiten Zwerchhaus. Der Eingang befindet sich in der fünften Achse von Rechts, davor eine kurze Freitreppe. | 30667664 |                |
| Bei der St. Nicolaikirche 3 53° 15′ 7″ N, 10° 24′ 36″ O | Wohnhaus    | Das traufständige Haus hat zwei Geschosse und ein Satteldach. Das Erdgeschoss hat fünf Achsen, in der Mitte befindet sich der Eingang. Vor dem Eingang befindet sich eine kleine Freitreppe. Das obere Geschoß ist aus Fachwerk, welches vorkragt. Über die gesamte Breite befindet sich ein Fensterband, die beiden rechten Achsen sind als Erker hervorgezogen. Im Dach befindet sich ein Zwerchhaus. Zum Haus gehört ein Hinterhaus mit der ID 30656531 | 30656531 |                |
| Bei der St. Nicolaikirche 4 53° 15′ 6″ N, 10° 24′ 36″ O | Kirche      | Die Kirche St. Nikolai ist die jüngste und kleinste der drei Hauptkirchen in Lüneburg. Sie wurde aus Backstein nach 1407 erbaut. | 30650106 | Weitere Bilder |